# Гавиан-Пейшоту (аэродром)
Гавиан-Пейшоту — аэродром в Бразилии, в городе Гавиан-Пейшоту, входящий в структуру компании «Эмбраер» и используемый, в основном, для лётных испытаний; действует с 2001 года.
Аэродром располагает взлётно-посадочной полосой протяжённостью 4967 м. Вместе с прилегающими производственными и ремонтными подразделениями той же фирмы аэродром составляет комплекс (порт. Pólo Aeronáutico; порт. Unidade da Embraer em Gavião Peixoto).